# Plaques de matrícula de Guam
Les Plaques de matrícula de Guam es componen, des del 2009, d'un sistema de combinació alfanumèric format per dues lletres i tres xifres (ex. AB 123), en que les lletres són el prefix identificatiu del municipi d'emissió de la placa. Els caràcters són de color negre sobre un fons blanc reflectant. El nom del territori, "GUAM U.S.A.", apareix centrat a la part superior i l'eslògan "TANO Y CHAMORRO" a la de baix. Mentre que al centre de la placa hi apareix una imatge d'una pedra Latte i tres flors vermelles de buguenvíl·lea.

## Codificació

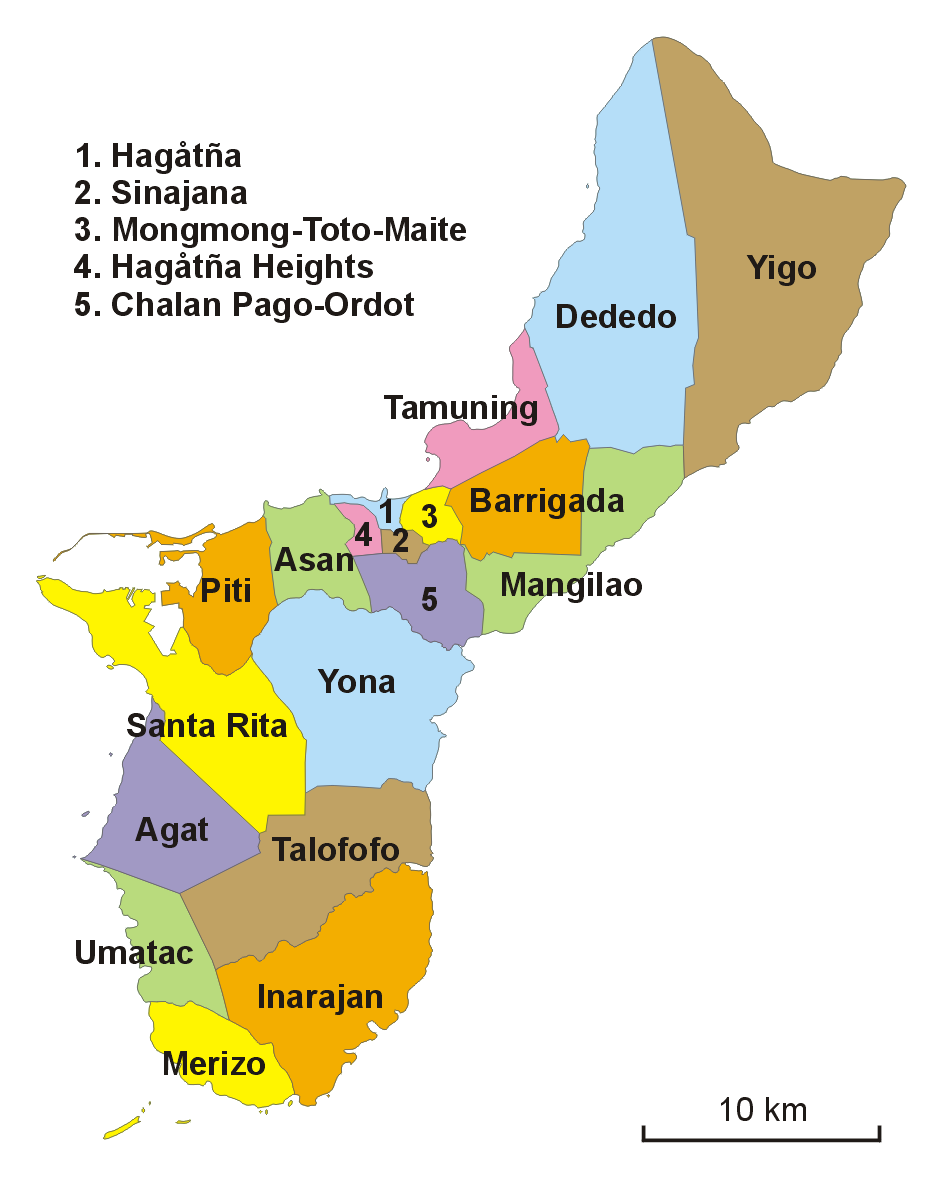
Divisió administrativa de Guam.

A les plaques de 1994 s'introdueix un prefix a la combinació format per tres lletres i que indica el municipi d'emissió de la placa. Aquest codis es renoven el 2009 reconvertit-lo en dues lletres. Els prefixos tenen el mateix color i mida que la combinació numèrica de la matrícula.
| Prefix 2009 | Prefix 1994 | Nom municipi     |
| ----------- | ----------- | ---------------- |
| AH          | AHT         | Agana Heights    |
| AN          | ASA         | Asan             |
| AT          | AGT         | Hågat            |
| BR          | BAR         | Barrigada        |
| CP          | CHP         | Chalan Pago      |
| DE          | DED         | Dededo           |
| HG          | AGA         | Hagåtña          |
| IN          | INA         | Inarajan         |
| ME          | MAI         | Maite            |
| MG          | MNG         | Mongmong         |
| MN          | MAN         | Mangilao         |
| MZ          | MER         | Merizo           |
| OR          | ORD         | Ordot            |
| PT          | PIT         | Piti             |
| SJ          | SNJ         | Sinajana         |
| SR          | SRT         | Sånta Rita-Sumai |
| TL          | TAL         | Talo'fo'fo       |
| TM          | TAM         | Tamuning         |
| TO          | TOT         | Toto             |
| TU          | TUM         | Tumon            |
| UM          | UMA         | Humåtak          |
| YG          | YIG         | Yigo             |
| YN          | YON         | Yona             |

## Història
El territori no incorporat de Guam exigeix que els residents registressin els seus vehicles de motor i mostressin matrícules des del 1924.

### Models de 1947 a 1964
El 1956, el Canadà i els Estats Units d'Amèrica van arribar a un acord amb l'Associació Americana d'Administradors de Vehicles de Motor, l'Associació de Fabricants d'Automòbils i el Consell Nacional de Seguretat en que es concretava una mida única de les plaques de vehicles de passatgers a 150 mm per 300 mm (6 per 12 polzades), amb forats per poder-les muntar espaiats 180 mm (7 polzades), tot i que les dimensions o poden variar lleugerament segons la jurisdicció. Guam també van adoptar aquests estàndards a partir del 1960.
| Imatge | Data d'expedició | Disseny                                                                                       | Lema       | Combinació utilitzada | Notes |
| ------ | ---------------- | --------------------------------------------------------------------------------------------- | ---------- | --------------------- | --- |
|        | 1947             | Caràcters en negre sobre fons blanc. "GUAM" en vertical a l'esquerra i "1947" a la dreta.     | Sense lema | 1234                  | |
|        | 1948             | Caràcters en negre sobre fons groc. "GUAM" en vertical a l'esquerra i "1948" a la dreta.      | Sense lema | 1234                  | Plaques de mida 5" x 12" fins al 1960. |
|        | 1949             | Caràcters en blanc sobre fons blau. "GUAM" en vertical a l'esquerra i "1949" a la dreta.      | Sense lema | 1234                  | |
|        | 1950-51          | Caràcters en carabassa sobre fons negre. "GUAM" en vertical a l'esquerra i "1950" a la dreta. | Sense lema | 1234                  | Revalidada per al 1951 amb una etiqueta platejada.                                                                                        |
|        | 1952-53          | Caràcters en negre sobre fons groc. "GUAM" en vertical a l'esquerra i "1952" a la dreta.      | Sense lema | 12345                 | Revalidada per al 1953 amb una etiqueta platejada, i pel 1954 amb una de negra.                                                           |
|        | 1955-56          | Caràcters en blanc sobre fons verd fosc. "GUAM" en vertical a l'esquerra i "1955" a la dreta. | Sense lema | 12345                 | Revalidada per al 1956 amb una etiqueta negra.                                                                                            |
|        | 1957-58          | Caràcters en negre sobre fons groc. "GUAM" en vertical a l'esquerra i "1957" a la dreta.      | Sense lema | 12345                 | Revalidada per al 1958 amb una etiqueta negra. A la imatge es mostra una matrícula de concessionari d'automòbils (codi "D" a l'esquerra). |
|        | 1959             | Caràcters en blanc sobre fons verd fosc. "GUAM" en vertical a l'esquerra i "1959" a la dreta. | Sense lema | 12-345                | |
|        | 1960             | Caràcters en groc sobre fons negre. "19 GUAM 60" centrat a baix.                              | Sense lema | 12-345                | S'introdueix la placa de mides estàndard 6x12 polzades.                                                                                   |
|        | 1961             | Caràcters en blanc sobre fons negre. "19 GUAM 61" centrat a baix.                             | Sense lema | 12-345                | |
|        | 1962             | Caràcters en negre sobre fons carabassa. "19 GUAM 62" centrat a baix.                         | Sense lema | 12-345                | |
|        | 1963             | Caràcters en negre sobre fons blanc. "19 GUAM 63" centrat a baix.                             | Sense lema | 12-345                | |
|        | 1964             | Caràcters en negre sobre fons blau. "19 GUAM 64" centrat a baix.                              | Sense lema | 12345                 | |

### Models de 1965 fins avui dia
| Imatge                                                      | Data d'expedició     | Disseny | Lema                                      | Combinació utilitzada | Notes                                                                              |
| ----------------------------------------------------------- | -------------------- | --- | ----------------------------------------- | --------------------- | ---------------------------------------------------------------------------------- |
|                                                             | 1965–69              | Caràcters en blau sobre fons blanc. "19 GUAM USA 65" centrat a baix.                                                                             | "HAFA ADAI" centrat a dalt.               | 12345                 |                                                                                    |
|                                                             | 1970-73              | Caràcters en groc sobre fons verd fosc. "19 GUAM USA 70" centrat a baix i dues siluetes d'una pedra Latte a dreta i esquerra.                    | "AMERICA'S DAY BEGINS IN" centrat a dalt. | 12345                 |                                                                                    |
|                                                             | 1974-78              | Caràcters en negre sobre fons blanc reflectant. "74 GUAM USA" centrat a baix.                                                                    | "HAFA ADAI" centrat a dalt.               | 12345                 | Revalidada fins al 1978 amb etiquetes enganxades a la placa.                       |
|                                                             | 1983-86              | Caràcters en blau sobre fons blanc reflectant. "GUAM USA" centrat a dalt en vermell i una silueta d'un carro tirat per bous a l'esquerra.        | "Hub of the Pacific" a baix a la dreta.   | 12345                 |                                                                                    |
|                                                             | 1986–93              | Caràcters en verd fosc sobre fons blanc reflectant. "GUAM USA" centrat a baix i al centre un mapa de l'illa amb dues pedres Latte.               | "HAFA ADAI" centrat a dalt.               | ABC 123               |                                                                                    |
|                                                             | 1994-Febrer 2009     | Caràcters en negre sobre fons blanc reflectant. "GUAM USA" centrat a dalt i mapa de l'illa al centre.                                            | "TANO Y CHAMORRO" centrat a baix.         | ABC'1234              | S'introdueixen els prefixes de tres lletres corresponents al municipi d'expedició. |
| No hi ha una imatge amb llicència lliure per aquesta placa. | Febrer 2009-avui dia | Caràcters en negre sobre fons blanc reflectant. "GUAM USA" centrat a dalt i dues pedres Latte i tres flors vermelles de buguenvíl·lea al centre. | "TANO Y CHAMORRO" centrat a baix.         | AB1234                | Els prefixes es reconverteixen a dues lletres.                                     |

## Altres tipus

### Governamental
El govern de Guam utilitza unes plaques de color groc amb una combinació numèrica de quatre xifres. A l'esquerra hi ha el segell de Guam i centrat entre dalt i baix la frase "GOVERNMENT OF GUAM", tot en negre.

### Camió
Els camions utilitzen el mateix disseny de placa que els vehicles de passatgers, però amb una combinació formada per quatre xifres seguides de tres lletres (ex. 1234ABC).

### Taxi
Els taxis utilitzen el mateix disseny de placa que els vehicles de passatgers, però amb les lletres "TXI" de "taxi" davant d'una combinació de tres xifres (ex. TXI 123).

### Remolc
Els trailers utilitzen el mateix disseny de placa que els vehicles de passatgers, però amb les lletres "TLR" darrera d'una combinació de quatre xifres (ex. 1234 TRL).